# A340 (ehemalige, Russland)
A340 war die Nummer einer Fernstraße in der russischen Oblast Astrachan. Sie führt als Teil der Europastraße 40 von Astrachan über 69 km in nordöstlicher Richtung durch das Wolgadelta zur kasachischen Grenze. Zur Zeit der Sowjetunion verlief sie weiter auf dem Gebiet der Kasachischen Sowjetrepublik bis nach Aktjubinsk (heute Aqtöbe).
2010 wurde die Nummer A340 neu an eine Straße in der sibirischen Republik Burjatien vergeben, die frühere A165 von Ulan-Ude zur mongolischen Grenze. Die frühere A340 trägt als Regionalstraße der Oblast Astrachan zwischen Astrachan und Krasny Jar die Bezeichnung 12K-040; der Abschnitt von Krasny Jar zur kasachischen Grenze ist Teil der 12A-114 von Seitowka zur kasachischen Grenze.
Der kasachische Teil der sowjetischen A340 trägt schon seit längerer Zeit die Nummer A27.

## Verlauf
0 km – Astrachan
30 km – Krasny Jar
69 km – Grenze zu Kasachstan
Fortsetzung bis 1991:
102 km – Ganjuschkino
292 km – Nowobogatinskoje
352 km – Gurjew
444 km – Dossor
480 km – Makat
606 km – Sagis
781 km – Schubarkuduk
861 km – Oktjabrsk
912 km – Algha
946 km – Aktjubinsk